# Emilio Pizzi
Emilio Vera Paul Pizzi (1. února 1861, Verona – 27. listopadu 1940, Milán) byl italský skladatel. Za svůj život složil 10 oper, operetu, balet, oratorium a několik vokálních a komorních skladeb.

## Život
Pizzi ukončil Milánskou konzervatoř v roce 1884, byl žákem Antonio Bazziniho a Amilcare Ponchielliho chodil do třídy s Pietro Mascagninim. Krátce po škole se přestěhoval do Londýna, kde zůstal 13 let. V roce 1885 jeho opereta Lina vyhrála Bonettiho soutěž. V roce 1889 jeho první opera Guglielmo Ratcliff, vyhrála první cenu v Baruzziho soutěži. Hlavní roli v jeho čtvrté opeře Gabriella, ztvárnila Adelina Pattiová; premiéra byla v Bostonu v roce 1893 v Metropolitním divadle za přítomnosti skladatele.
Pizzi se vrátil do Itálie v roce 1897, stal se kapelníkem v Bergamu, kde také učil na místní konzervatoři. Do Londýna odjel znovu v roce 1900 a stal se zde populárním skladatelem vokálních skladeb. Zemřel v Miláně ve věku 79 let.

## Opery
- Lina (1885)
- Guglielmo Ratcliff (1889, Bologna)
- Editha (1890, Milán)
- Viviana (na počátku devadesátých let, nikdy neprovedena)
- Gabriella (1893, Boston)
- The bric-a-brac-Will (1895, Londýn)
- Ultimo canto (1896, Vídeň)
- Rosalba (1899, Turín)
- La vendetta (1906, Cologne)
- Ivania (1926, Bergamo)